# Wormški konkordat
Wormški konkordat (tudi latinsko Pactum Calixtinum) je bil konkordat (sporazum) med papež Kalistom II. in  rimsko-nemškim cesarjem Henrikom V. sklenjen 23. septembra, 1122, blizu Wormsa.
S tem sporazumom se je končala prva faza konflikta med Svetim sedežem in Svetorimskim cesarstvom glede imenovnja (investiture) škofov. Cesarju je bila priznana pravica, da imenuje škofe s posvetno avtoriteto (po kopju) na področju, kjer so delovali, ne pa s sveto avtoriteto (po prstanu in palici), ki je bila pridržana papežu.
Prvi lateranski koncil je leta 1123 potrdil ta konkordat.